# Forma (go)

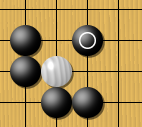
Geta (Red) se suele considerar una buena forma.

En el juego del go, la forma describe las cualidades en la posición sobre el tablero de un grupo de piedras. Las descripciones de las formas en el go se centran en cómo conseguir mayores posibilidades de dar vida a los grupos propios y debilitar o atacar/matar los grupos rivales, además de crear territorio. Una buena forma supone un uso eficiente de las piedras que se esbozan en el territorio, la fuerza de un grupo en una posible lucha, la creación de ojos o la realización de formas para que un grupo pueda vivir. En cambio, las formas malas son ineficientes en el territorio que se esboza y resultan pesadas. Los grupos pesados son formaciones de piedras con muchos puntos vulnerables y, por lo tanto, difíciles de mantener con vida. La comprensión y el reconocimiento de la diferencia entre la buena y la mala forma es un paso esencial para convertirse en un jugador más fuerte.
La forma no es una regla; a la hora de valorar si una forma es buena o mala se ha de tener en cuenta la disposición en el tablero de las propias piedras y las del rival que puedan estar cerca. Si bien es útil para los principiantes aprender sobre las formas buenas y las malas que aquí se presentan, a veces una mala forma puede ser la mejor forma para jugar a nivel local. Esto puede ser cierto si esta fuerza al oponente a crear una forma igual o peor a la propia o si con esa forma se consigue un objetivo táctico específico, como la creación de una forma con ojos o la captura de grupos del contrario.
"Es posible que una forma que ha tomado una posición débil o precaria ... transformarla en una fuerte. A veces esto puede hacerse sólo por poner una piedra en el lugar correcto, pero normalmente eso implica un sacrificio táctico ...."

## Buenas formas
- La Pluma (跳ね Hane?) es un movimiento a ser jugado cuando las piedras de blanco y negro se encuentran las unas al lado de las otras y el jugador que juega diagonalmente en la parte final del grupo de su oponente consigue obtener ventaja. Esta jugada va volteando las paredes mutuas, con lo cual uno de los jugadores puede extender su influencia hacia uno de los lados y presionar hacia abajo a su oponente. La Pluma en la cabeza de dos (o tres) piedras suele ser usada para aprovechar la iniciativa propia y crear una posición de grosor.[2]

- La Doble Pluma (二段バネ Ni-dan bane?), o Pluma de dos Pasos, es un movimiento de dos Plumas jugadas en sucesión. Éste puede ser un movimiento agresivo y apropiado en ciertas circunstancias, pero que por lo general expone al grupo de piedras de ser cortado.

- La Vuelta de los Mil Dolares (千両曲がり Senryou magari?).[3] La forma de Vuelta de los Mil Dólares es valiosa porque irradia influencia hacia el centro y uno de los laterales del tablero. Utilizando adecuadamente su grosor se pueden desarrollar ojos sin muchos problemas. Su aspecto es el de tres piedras juntas formando un triángulo lleno y bloqueando un grupo de piedras rival.[4]

- La Diagonal (コスミ Kosumi?) es por lo general un movimiento conservador que permite a las piedras conectadas por una Diagonal a ser conectadas, aun en el caso de un corte,  a excepción de influencias externas, ya que en este caso serían dos puntos de corte. La Diagonal se puede utilizar también para atacar en una forma o para reforzar territorio fronterizo.

- El Salto de un Punto (一間トビ Ikken tobi?), especialmente situado justo en medio de tres piedras, es a menudo un punto vital para conseguir hacer una buena forma. Un antiguo proverbio reza así: "No intentes cortar el Salto de un Punto". Eso es cierto por una buena razón, ya que es bastante difícil desconectar ese grupo sin un buen kikashi. También puede ser el punto vital para destruir la forma del rival.[5] El proverbio "El punto vital de mi oponente es también mi punto vital" a menudo se aplica en lo que respecta a la forma.[6] 	Otra forma de decirlo es: "Lo que es bueno para Negro es bueno también para Blanco." Es decir, si se puede jugar allí primero, luego usted podrá destruir su forma.

- El Salto de Caballo (桂馬 Keima?) es más rápido que cualquier movimiento diagonal o Salto de un Punto. Es llamado así por su parecido con el Salto de Caballo del Ajedrez. Con este movimiento también se consigue una forma flexible y ligera, ideal para ser utilizada en sabaki. Cerca del borde del tablero este pequeño Salto de Caballo puede ser usado para asegurar una base o para enlazar piedras. Sin embargo, esta forma puede ser cortada fácilmente. Por lo tanto, debe considerar las piedras que le rodean y estar dispuesto a sacrificar una de sus propias piedras para hacer una buena forma.[7] A veces se le llama Pequeño Salto de Caballo, a fin de diferenciarlo del Gran Salto de Caballo.

- El Gran Salto de Caballo  (大ゲイマ  Ōgeima?) es una versión más agresiva de los Pequeños Saltos de Caballo, y se puede cortar más fácilmente. Se extiende un punto más respecto a la forma anterior y generalmente se usa en conjunción con piedras situadas previamente en la zona, ya que proporcionan apoyo a este movimiento.

- El Polo de conexión  (棒つぎ  Bōtsugi?) es una conexión que hace que una serie de piedras previamente autónomas se enlacen en una línea, la cual favorece su solidaridad y aumenta su área de influencia.

- El Ponnuki (ポン抜き Ponnuki?) es una forma que tiene unas grandes capacidades defensivas, así que con el fin de poder llegar a cortar cualquier punto de su forma, su oponente deberá construir un buen punto de apoyo para sus piedras, ya que de lo contrario aumentaría el riesgo de que alguna de éstas cayera en atari. También ejerce influencia y apoyo en todas las direcciones, y puede ser utilizado para realizar nuevos ataques. Esta forma puede ser el resultado de haber jugado con o sin la necesidad de haber capturado una piedra enemiga - si una piedra enemiga fue capturada durante la jugada entonces esa forma es conocida como Ponnuki; la forma resultante es un Diamante.

- La Forma de Boca (口 Kou?), es una forma fundamental, ideal para formar un ojo. Es la mitad de un cuadrado de 2 por 2 piedras en forma de "L". Su punto vital está situado al otro lado del cuadrado, sobre la esquina "lejana".[8]

- La Red (下駄 Geta?), es una forma muy efectiva de prevenir el escape de una piedra o grupo de piedras del rival, y se suele utilizar también para efectuar un  sabaki.

- La Boca del Tigre (虎の口 Tora no kou?), o Conexión Colgante es una piedra jugada en corto cerca de una forma Diamante. Se llama así porque una piedra atacante estaría bajo atari inmediatamente si jugara directamente hacia la Boca del grupo.

- La Boca del León (獅の口  Shi no kou?), o Conexión Trompeta, es una forma que protege frente a dos posibles ataques contra una piedra mediante la formación de dos Bocas de Tigre en los puntos vulnerables al corte. Hay que tener cuidado con esta forma, ya que si se utiliza descuidadamente, puede facilitar que el grupo propio quede prácticamente rodeado, quedando entonces pesado (fácil de capturar).

- La Junta de Bambú (タケフ  Takefu?), es una forma bastante segura y tan solo se puede cortar en caso de que esté corta de libertades.[9] Se considera que el Salto de un Espacio es una buena forma para delimitar el territorio, pero puede ser cortado por un de-giri (presionar a través, entonces cortar y capturar por el lado más débil). La Junta de Bambú es la esencia de la flexibilidad. Tiene la belleza de poder elegir cualquier elección, de modo que incluso si el oponente ataca en primer lugar, usted tiene una respuesta segura.